# Serra Uassipein
 (mars 2017).
Si vous disposez d'ouvrages ou d'articles de référence ou si vous connaissez des sites web de qualité traitant du thème abordé ici, merci de compléter l'article en donnant les références utiles à sa vérifiabilité et en les liant à la section « Notes et références ».
La serra Uassipein est un plateau du bouclier guyanais, dans l'État d'Amapá, comprise entre le rio Cuc, à l'ouest, et les sources du rio Amapari, à l'est. Elle marque la frontière sud-est avec la Guyane française. Le fleuve Oyapock y prend sa source sur son versant nord.